# Illésháza
Illésháza (szlovákul Nový Život, korábban Eliášovce) község Szlovákiában, a Nagyszombati kerületben, a Dunaszerdahelyi járásban.

## Fekvése
Somorjától 16 km-re északkeletre fekszik. 1960 óta a korábbi Illésháza, Bélvata, Kismagyar és Tonkháza falvakkal együtt alkotja Nový Život (magyar fordításban Új Élet) községet. A négy falu 2248 hektár összterületen fekszik, 1-1,5 km távolságban fekszenek egymástól, kivéve a csaknem egybeépült Tonkházát és Kismagyart. A határában levő dűlők régi, elpusztult községek nevét őrzik (az egykori Szerhásháza az Esterházyak ősi lakhelye, Szentpéterföldje pedig saját templommal rendelkező község volt.

## Története
A községet alkotó négy falu (Illésháza, Bélvata, Tonkháza és Kismagyar) mindegyike a 13. században keletkezett, valamennyi nemesi birtok volt (az Illésházy, Batthyány, Esterházy családnak és Werbőczy Istvánnak voltak itt birtokai).
A község határában lévő dűlők neve: Serháza, Szentpéterfölde, Salamon régi, elpusztult községekre utal. Salamon az Illésházyak, Serházháza pedig az Eszterházyak ősi fészke volt. Eszterháza első okleveles említése 1464-ből származik Esterháza alakban. Szentpéterfölde első írásos említése 1469-ből származik. Templomát 1390-ben említik, még a 17. században Illésháza része lett.
Illésházáról az első okleveles említés "Altolutoljafeuld" alakban 1238-ból származik. 1353-ban Elyasvata alakban említik. Az Illésházy család ősi fészkeként megerősített kastélyt is építettek itt, amelyet a 16. század végén újjáépítettek.  A Rákóczi-szabadságharcban a falu csaknem teljesen elpusztult. Régi templomát 1780-ban átépítették és kibővítették, ide temetkeztek az Illésházyak 1838-ig, a család kihalásáig. A család leghíresebb tagja Illésházy Mátyás gyulafehérvári prépost volt, aki 1510-ben halt meg. Az Illésházyak birtokait a 19. században a Batthyány család örökölte.
A trianoni békeszerződésig Pozsony vármegye Somorjai járásához tartozott.
1945. július 19-én Daniel Okáli parancsára a Somorjában állomásozó 17. csehszlovák gyalogezred egyik szakasza bevonult a községbe, s helybéli magyarokat kényszermunkára hurcoltak el.
Az 1960-as községegyesítés után szövetkezeti községgé vált, a helyi EFSz-nek fénykorában 350-370 tagja volt. A szövetkezet és a pozsonyi cérnagyár fióküzeme (ez utóbbit külföldi befektető vette át) ma is működik. Lakóinak egy része a közeli Pozsony üzemeiben talált munkát. 1990 után számos jelentős vállalkozás létesült a községben, többek között egy húsüzem és egy ajtókat, ablakokat, redőnyöket gyártó vállalkozás.
Vályi András szerint „ILLÉSHÁZA. Elegyes magyar falu Posony Vármegy. földes Ura G. Illésházi Uraság, lakosai katolikusok, fekszik Csalóköz szigetében, Magyari, és Ujhely Jókával határos, határja középszerű, melly egy időre van osztva; de mivel az Érsek Újvári Duna mellett fekszik, az árvíztől gyakorta károkat szenyved, vagyon itten az Uraságnak szép erdeje."
Fényes Elek szerint „Illésháza, magy. falu, Pozsony vmegyében, a kis Duna mellett, N. Magyarhoz 3/4 órányira: 475 kath. lak., kathol. paroch. templommal. Legelője bőven; rétje sok; jó szénája; nagy erdeje; révje van a kis Dunán. A szarvai urad. tartozik. Ut. p. Pozsony."

## Népessége
| Év:            | 1994. | 2004.   | 2014.   | 2024.   |
| -------------- | ----- | ------- | ------- | ------- |
| Emberek száma: | 1953  | 2141    | 2237    | 2302    |
| Eltérés:       |       | +9,62 % | +4,48 % | +2,90 % |

| Év:            | 2023. | 2024.   |
| -------------- | ----- | ------- |
| Emberek száma: | 2295  | 2302    |
| Eltérés:       |       | +0,30 % |

1880-ban 525, 1941-ben 614 lakosa volt.
1910-ben 571 lakosából 565 magyar, 3 szlovák, 2 német és 1 más nemzetiségű volt.
2011-ben 2203 lakosából 1557 magyar és 525 szlovák volt.
2021-ben 2306 lakosából 1555 (+44) magyar, 657 (+73) szlovák, 33 (+62) cigány, (+1) ruszin, 23 (+2) egyéb és 38 ismeretlen nemzetiségű volt.

## Neves személyek
- A községhez tartozó Bélvatán született 1949. július 11-én Mészáros András filozófus, filozófiatörténész, egyetemi tanár.
- Itt él a zongoraművész Skuta házaspár: Skuta Miklós és Skuta Nóra.
- Itt született 1941. március 15-én Nagy Benedek szobrászművész.[7]
- Itt született 1950-ben Holocsy István magyar színész, színházigazgató, rendező, műsorvezető.
- Bélvatán született 1986-ban Roncz Melinda a Bibliotheca Hungarica igazgatója
- Itt szolgált Bedeő Pál (1805-1873) egyházi író, katolikus plébános.
- Itt hunyt el 1951-ben Herodek Antal főesperes, plébános.

## Nevezetességei

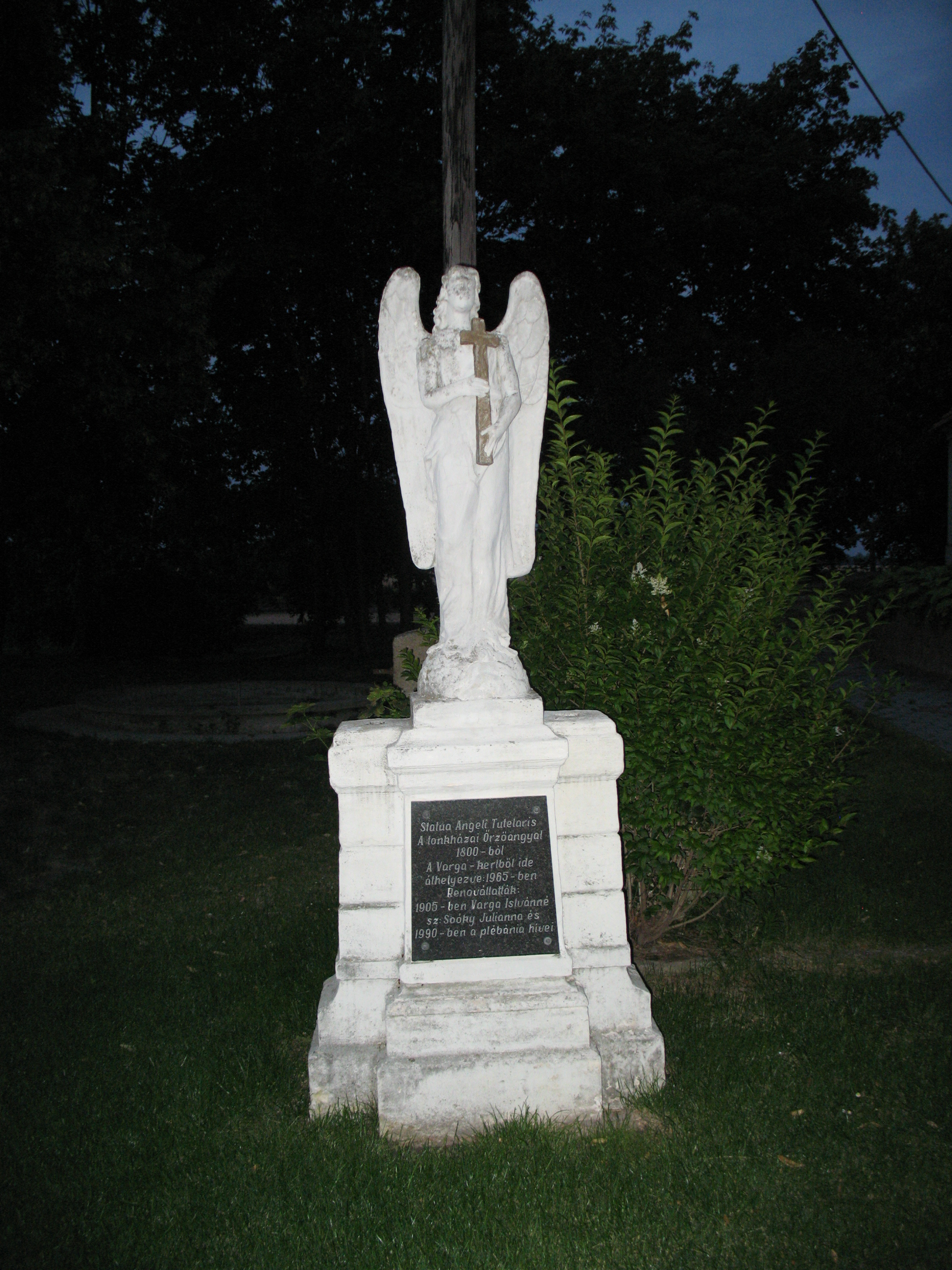
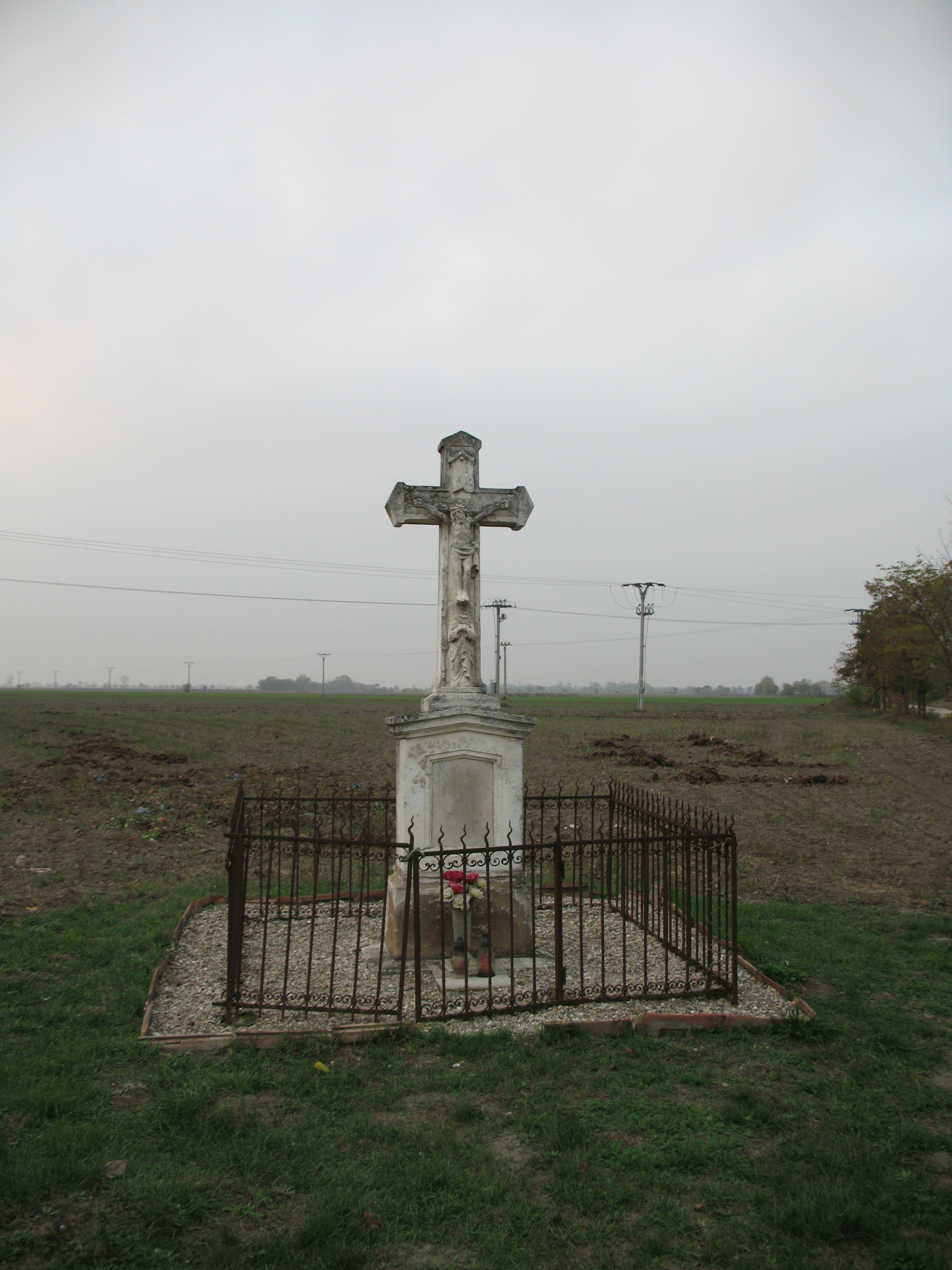
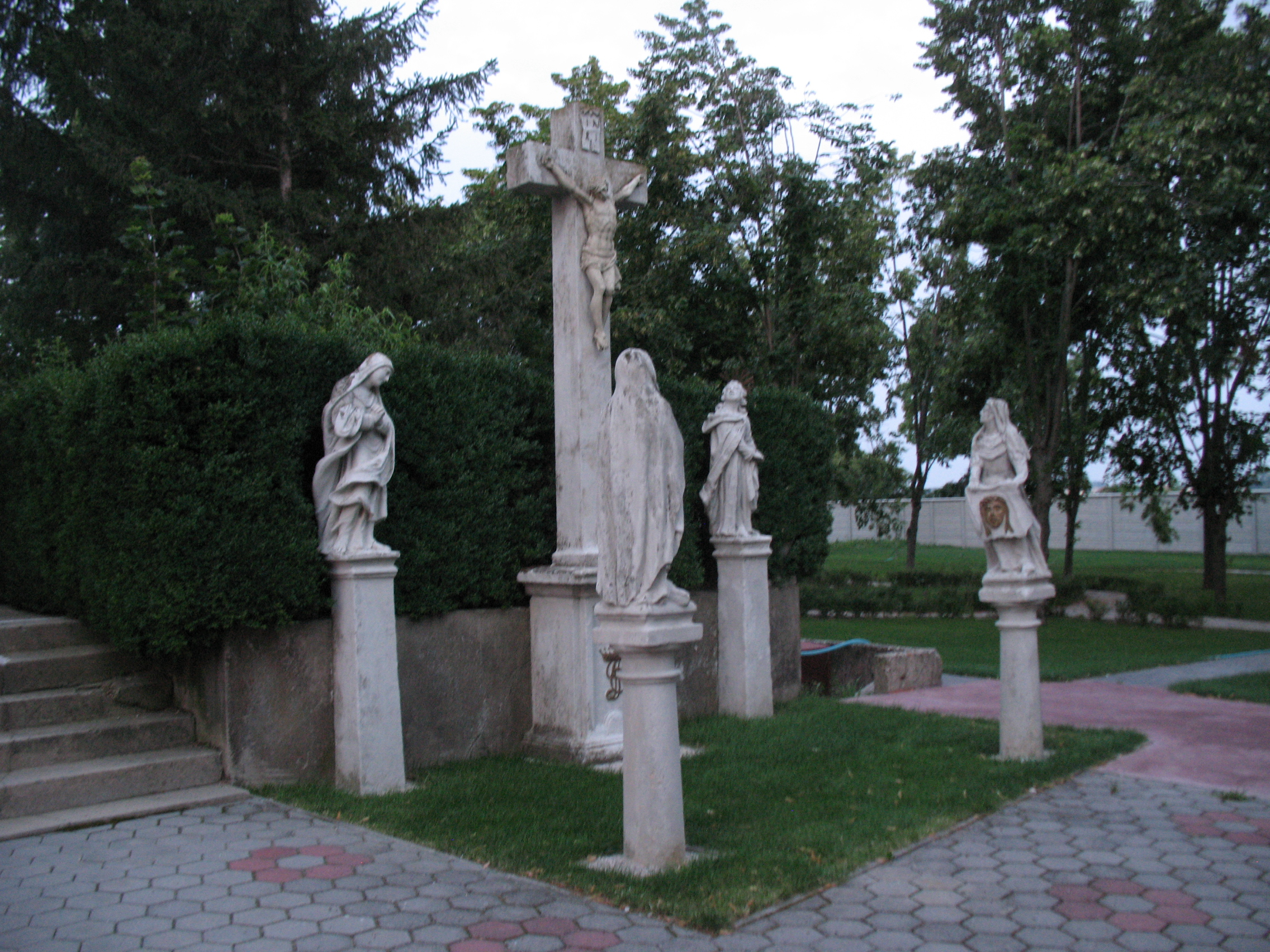
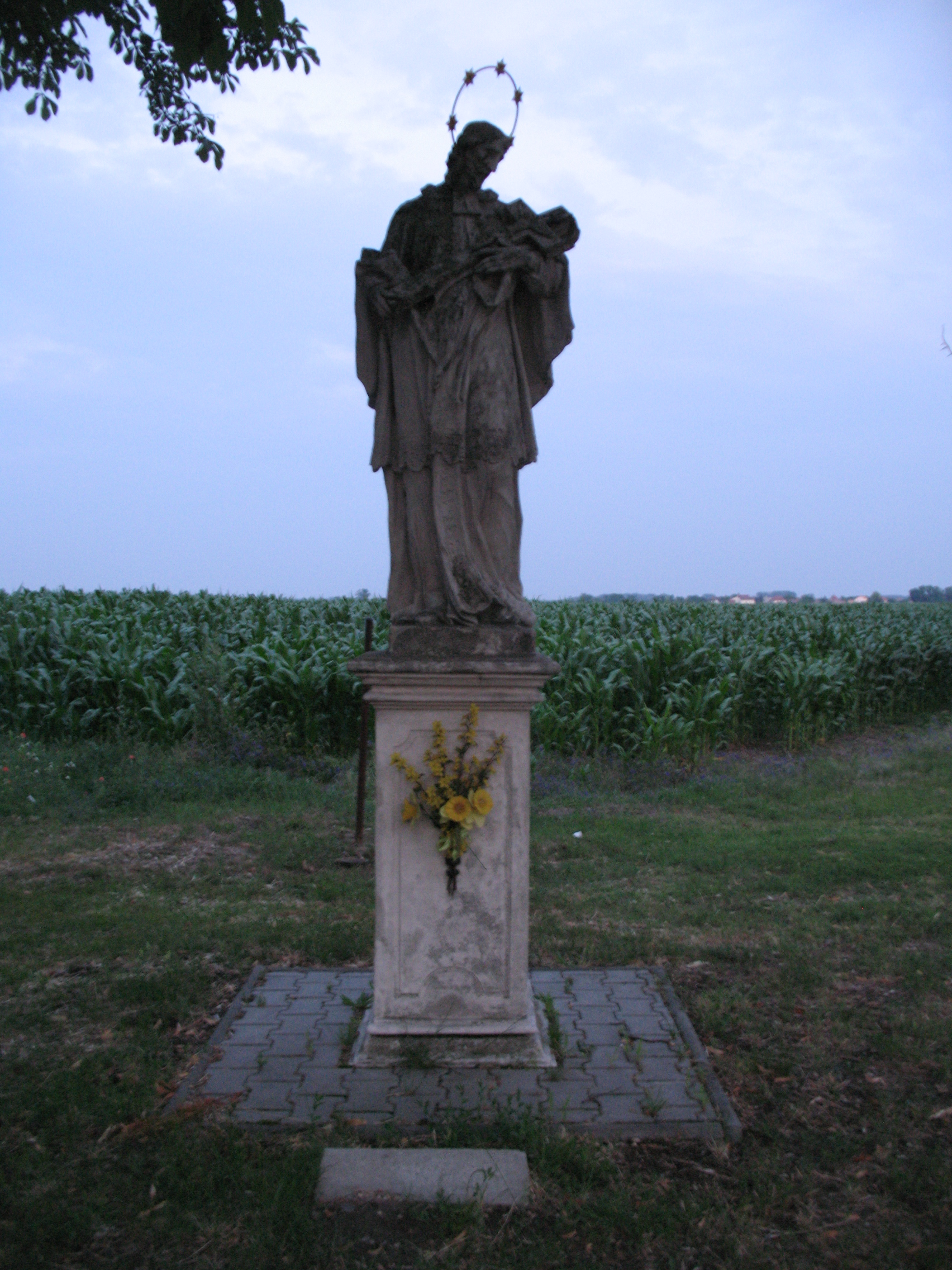
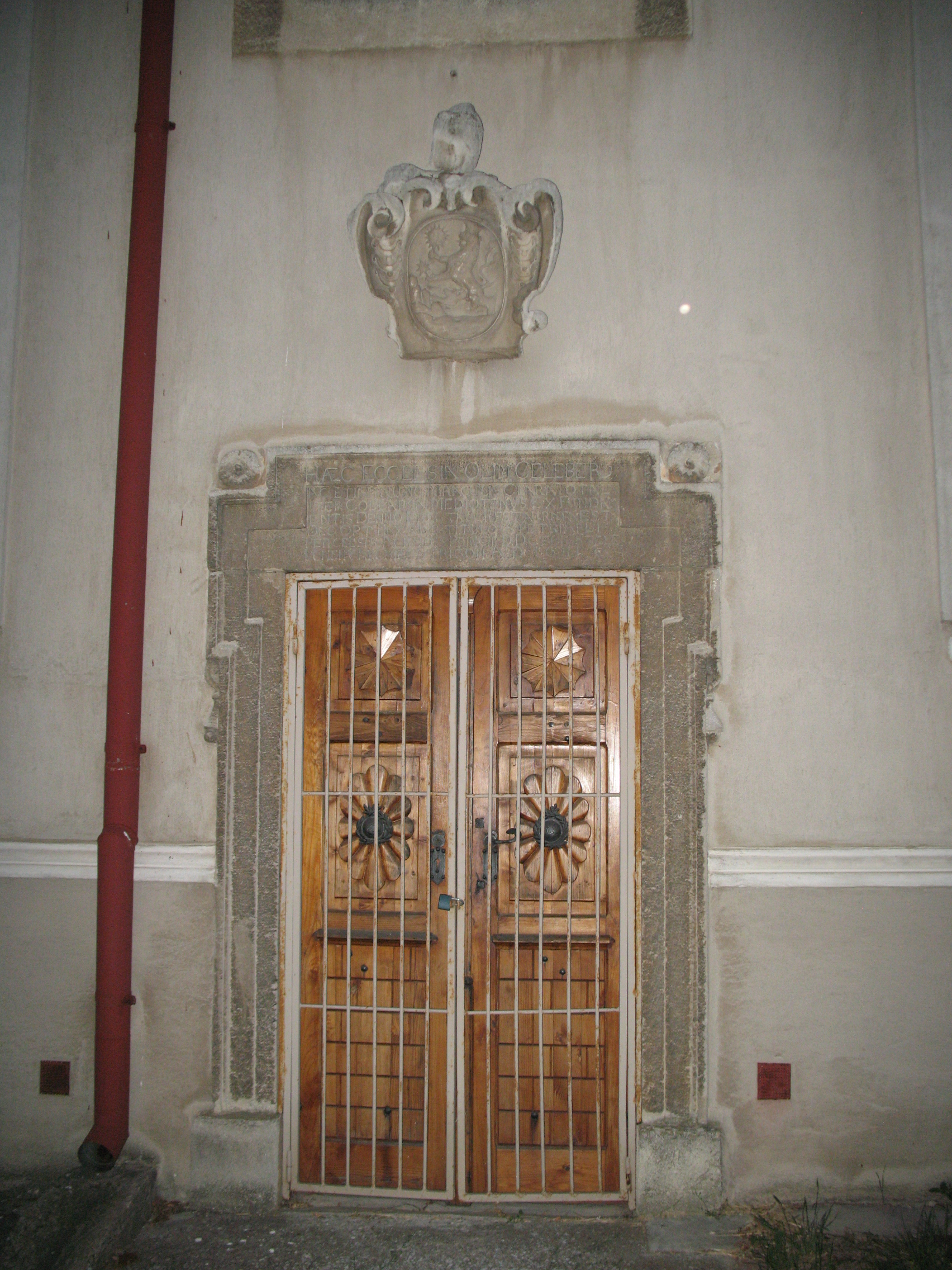
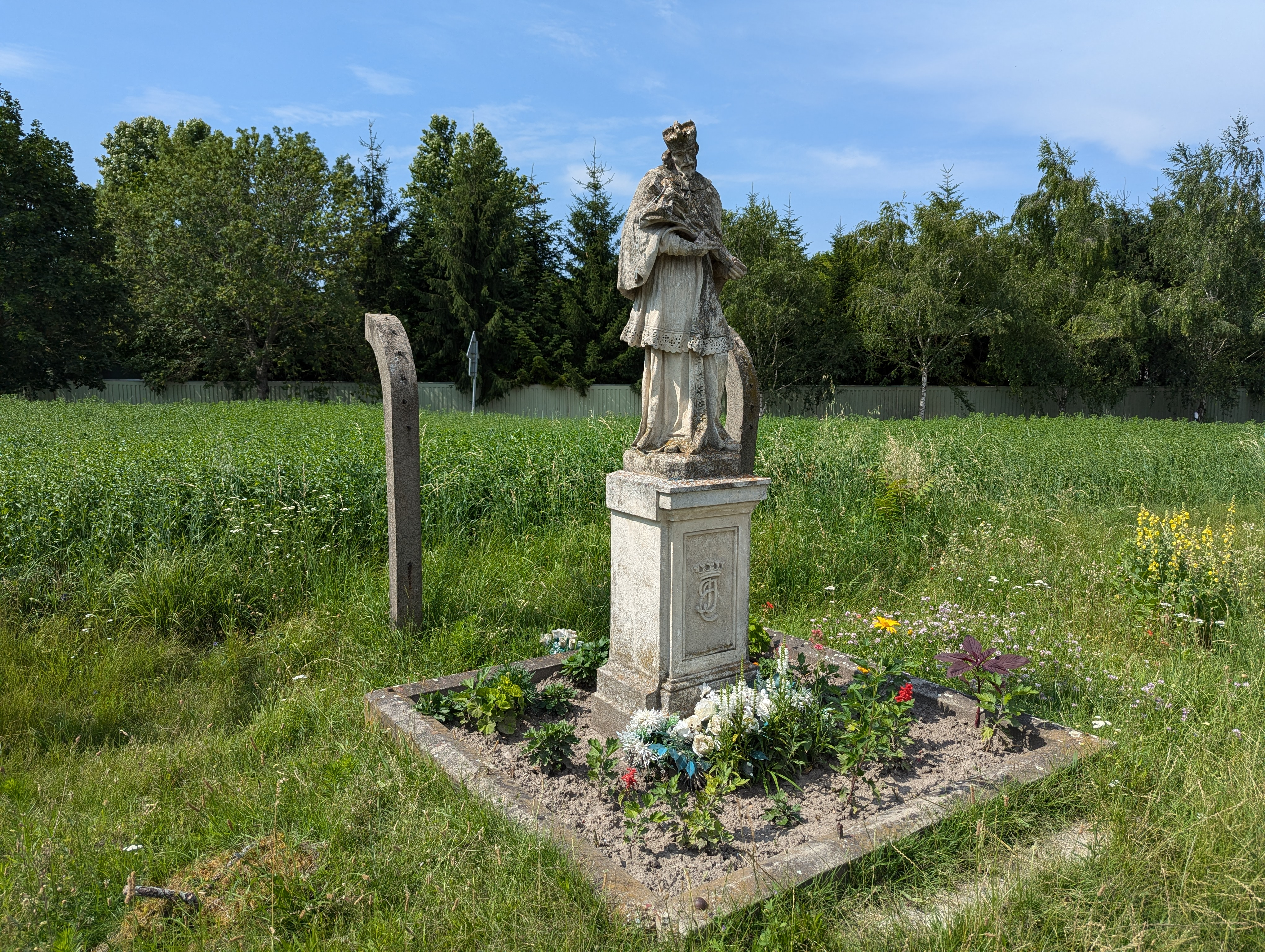

- Szent Péter tiszteletére szentelt római katolikus temploma eredetileg gótikus stílusú volt, 1780-ban barokk stílusban építették át. A templom az egykor nagy hatalmú Illésházy család temetkezési helye.